# 奧利弗縣 (北達科他州)
奧利弗县（英語：Oliver County）是位於美國北達科他州西南部的一個縣。面積1,894平方公里。根據美國2000年人口普查估計，共有人口2,065人。縣治中心。
奧利弗縣成立於1885年3月12日，縣政府成立於5月18日。縣名是紀念達科他準州議員、州議員哈利·S奧利弗。